# بروس فورستر
بروس فورستر (بالإنجليزية: Bruce Forrester)‏ هو قاضي أمريكي، ولد في 1909، وتوفي في 1995.